# Johann Daniel Manchot

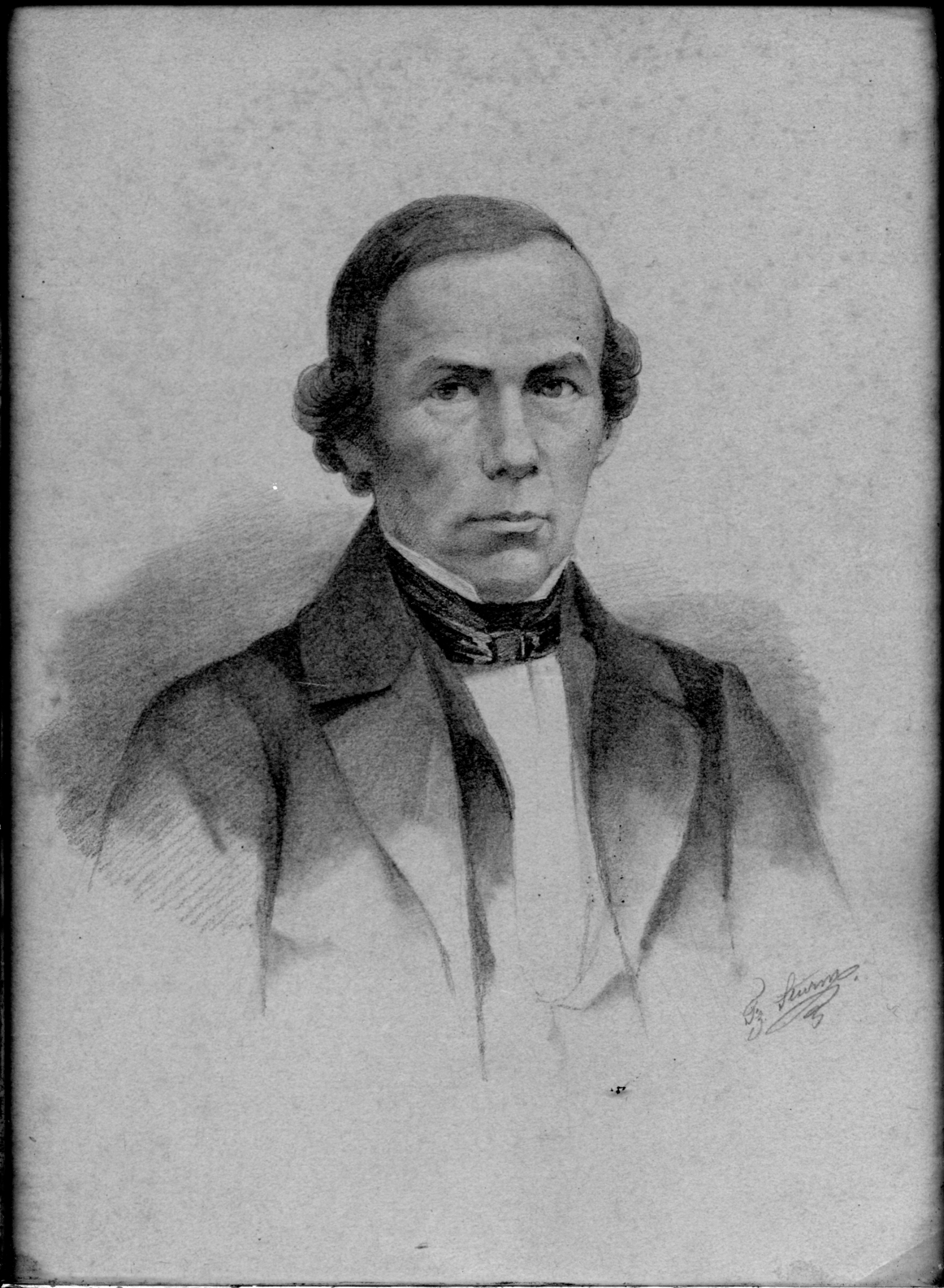
Johann Daniel Manchot

Johann Daniel Manchot [mɑ̃ʃo] (* 19. Januar 1805 in Friedberg, Hessen; † 27. Oktober 1867 in Offenbach am Main) war ein evangelischer Dekan und Pfarrer in Offenbach.

## Leben

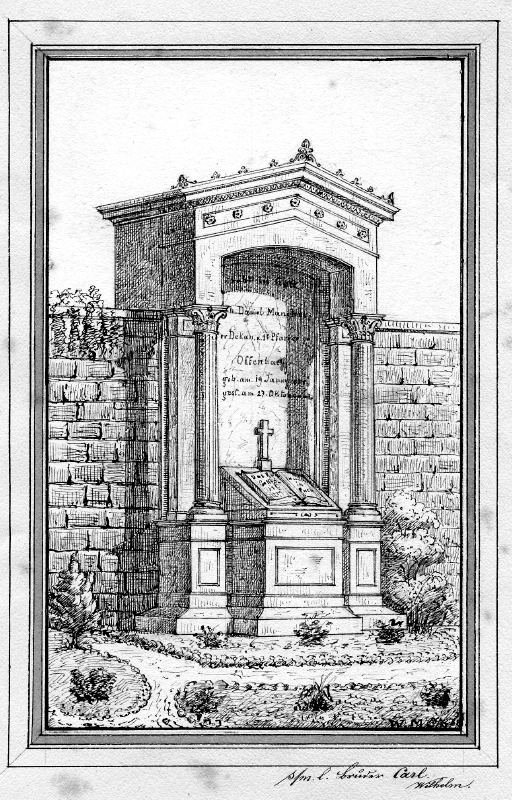
Familiengrab Johann Daniel Manchot am Alten Friedhof in Offenbach Abteilung B II, Platz 16, Grab 1–10. Entworfen von seinem Sohn, dem Architekten Wilhelm Manchot

Johann Daniel Manchot wurde in Friedberg geboren und erhielt auf der dortigen Augustiner-Schule seine Vorbildung für die Universität. Gerade als er sein Aufnahmeexamen bestehen wollte, befiel ihn eine eigentümliche, fast drei Jahre dauernde Augenkrankheit, so dass er erst im Jahre 1826 sein Studium an der Universität Gießen beginnen konnte. Neben Theologie belegte er auch klassische und philosophische Studienfächer. Den größten Einfluss auf seine theologischen Überzeugungen übten die Schriften von Friedrich Schleiermacher aus. Während seines Studiums wurde er im Wintersemester 1826/27 Mitglied der Alten Gießener Burschenschaft Germania. 1837 wurde er auf die zweite Pfarrstelle in Nidda berufen
Manchot war seit dem 2. Juli 1837 mit Carolina Wilhelmine, geb. Dickorée verheiratet und sie hatten vier gemeinsame Kinder: Carl Hermann Manchot (1839–1909, Pastor), Daniel (* 1841), Wilhelm Manchot  (1844–1912, Architekt), Charlotte (* 1848).
Die Familie Manchot stammt aus Metz in Lothringen. Ein Ahnherr – Pierre Mangeot – wanderte wegen der erneut einsetzenden Protestantenverfolgungen nach Frankfurt/Main aus. Die Schreibweise des Namens wechselte wahrscheinlich wegen der fehlerhaften Aussprache der Deutschen über Mangot in letztendlich Manchot.

## Schriften
- Predigt anlässlich der Trauung des Carl Bindernagel mit Ernestina Helmolf Friedberg am 28. Dezember 1835.
- Predigt auf Veranlassung des am 13. Juni 1841 an einem zweijährigen Kinde zu Nidda verübten Mordes. Friedberg, Bindernagel 1841.
- Predigt am Sonntage Reminiscere, den 19. März 1848. Nidda, Cloos 1848.
- Rede am Grabe des Großherzoglich Hessischen Hauptmanns Herrn Christian Karl Schmidt zu Offenbach, gestorben am 4. und beerdigt am 7. Mai 1851. Offenbach a. M., Kohler & Teller 1851.
- Confirmationsrede gehalten am 2. Pfingstfeiertag 1852 in Offenbach a.M. Seibold'sche Buchdruckerei C. Gaestel 1852.
- Predigt am Neujahrstage 1854. Offenbach a. M., Kohler & Teller 1854.
- Rede am Grab des Herrn Georg Strecker, Gr. Hess. Landrichters zu Offenbach a. M., geboren den 24. Oktober 1798, im Dienst ermordet am 24. Oktober 1856. Gehalten am 26. Oktober 1856
- Reden bei der Wiedereinweihung der restaurierten Kirche zu Offenbach a.M. am 9. November 1862. Darmstadt, Eduard Zernin 1862.